# مینکلر (کالیفرنیا)
مینکلر (به انگلیسی: Minkler) یک منطقهٔ مسکونی در ایالات متحده آمریکا است که در شهرستان فرسنو، کالیفرنیا واقع شده‌است. مینکلر ۱۵٫۱۸۷ کیلومتر مربع مساحت و ۱٬۰۰۳ نفر جمعیت دارد و ۱۲۱ متر بالاتر از سطح دریا واقع شده‌است.